# Catedral del Sagrado Corazón (Gallup)
La Catedral del Sagrado Corazón (en inglés: Sacred Heart Cathedral ) es una catedral ubicada en el 415 East Avenida verde en Gallup, Nuevo México, al sur de Estados Unidos. Es la sede de la Diócesis de Gallup.
La primera iglesia Sagrado Corazón fue construida por el padre George Julliard en 1899. Una parte del edificio se derrumbó en 1916 y una nueva estructura en la calle Hill entre las 4.ª y 5.ª Calles la sustituyó al año siguiente. Cuando la Diócesis de Gallup fue establecida en 1939 , la Iglesia del Sagrado Corazón se convirtió en su catedral.  La catedral actual data de 1955 y sustituyó el santuario de 1917 a un costo de $ 500.000.  Los frailes franciscanos sirvieron en la parroquia hasta el 1 de julio de 1981 cuando el primer sacerdote diocesano, el reverendo Alfred Tachias, se convirtió en pastor y rector de la catedral .